# オルギン州
オルギン州（オルギンしゅう、西：Holguín Province）は、キューバの北東に位置する州（地方 行政区分）のうちのひとつである。州都はオルギン。キューバではハバナ州、サンティアーゴ・デ・クーバ州に次いで3番目に人口の多い州である。約4分の1の面積が熱帯雨林地帯である。1492年10月27日、クリストファー・コロンブスが現在のオルギン州のある地点に上陸したと考えられている。彼は「今まで見た中で一番美しい国だ」と言ったそうである。

## 経済
キューバの他の州都同様に、サトウキビが収入源であるが、トウモロコシやコーヒーと鉱業も同様に大きな収入源となっている。カナダを中心とした海外の資本を使用して、運搬用の施設を伴った巨大なコバルト製造プラントがモアに建設された。クロム、ニッケル、鉄、鉄鋼のプラントも同州に点在している。近年になってようやく観光業が発展してきており、多くのホテルが建設された。

## 隣接州
- グァンタナモ州
- サンティアーゴ・デ・クーバ州
- グランマ州
- ラス・トゥーナス州

## 自治体
| 自治体名        | 人口 (2004) | 面積 (km²) | 位置                                                              | 備考 |
| --------------- | ----------- | ---------- | ----------------------------------------------------------------- | ---- |
| Antilla         | 12222       | 100        | 北緯20度50分55秒 西経75度45分9秒 / 北緯20.84861度 西経75.75250度  |      |
| Báguanos        | 52854       | 806        | 北緯20度45分47秒 西経76度01分46秒 / 北緯20.76306度 西経76.02944度 |      |
| Banes           | 81274       | 781        | 北緯20度58分12秒 西経75度42分41秒 / 北緯20.97000度 西経75.71139度 |      |
| Cacocum         | 42623       | 661        | 北緯20度44分38秒 西経76度19分27秒 / 北緯20.74389度 西経76.32417度 |      |
| Calixto Garcia  | 57867       | 617        | 北緯20度51分15秒 西経76度36分7秒 / 北緯20.85417度 西経76.60194度  |      |
| Cueto           | 34503       | 326        | 北緯20度38分54秒 西経75度55分54秒 / 北緯20.64833度 西経75.93167度 |      |
| Frank País      | 25621       | 510        | 北緯20度39分53秒 西経75度16分53秒 / 北緯20.66472度 西経75.28139度 |      |
| Gibara          | 72810       | 630        | 北緯21度06分26秒 西経76度08分12秒 / 北緯21.10722度 西経76.13667度 |      |
| オルギン        | 326740      | 666        | 北緯20度53分20秒 西経76度15分26秒 / 北緯20.88889度 西経76.25722度 | 州都 |
| Mayarí          | 105505      | 1307       | 北緯20度39分34秒 西経75度40分40秒 / 北緯20.65944度 西経75.67778度 |      |
| モア(Moa)       | 71079       | 730        | 北緯20度38分24秒 西経74度55分3秒 / 北緯20.64000度 西経74.91750度  |      |
| Rafael Freyre   | 50080       | 620        | 北緯21度01分42秒 西経75度59分47秒 / 北緯21.02833度 西経75.99639度 |      |
| Sagua de Tánamo | 52013       | 704        | 北緯20度35分10秒 西経75度14分30秒 / 北緯20.58611度 西経75.24167度 |      |
| Urbano Noris    | 43892       | 846        | 北緯20度36分5秒 西経76度07分57秒 / 北緯20.60139度 西経76.13250度  |      |